# 커트 로웬스
커트 로웬스(Kurt Löwenstein, 1925년 11월 17일 ~ 2017년 5월 8일)는 독일의 배우이다.

## 영화
- 천사와 악마 (2009년)
- 안나 성당의 기적 (2008년)
- 레이 오브 선샤인 (2006년)
- 컷터 (2005년) - Col. 스피어맨 역
- 비스마르크호의 비밀 (2002년)
- 에머세리: 비비컬 에픽 (1997년)
- 인터 셉터 2 (1995년)
- 인비저블맨 (1994년)
- 맨드로이드 (1993년)
- 공포의 이블 데드 (1993년)
- 휴전 (1991년)
- 킬링 커플 (1991년)
- 라스트 투 고 (1991년)
- 죽음의 음모 (1988년)
- 끝없는 베트남전 (1988년)
- 잊혀진 영웅 와렌버그 (1985년)
- 브이 - 5부작 미니시리즈 (1983년)
- 파이어폭스 (1982년)
- 다이너스티 (1981년)
- 심령의 공포 (1981년)
- 스위스의 음모 (1975년)
- 원더 우먼 - TV 시리즈 (1975년)
- 6백만 달러의 사나이 - TV 시리즈 (1974년)
- 명탐정 바나비 존즈 (1973년)
- 샌프란시스코 수사반 (1972년)
- 악마의 왈츠 (1971년)
- 닥터 게논 (1969년)
- 산타 비토리아의 비밀 (1969년)
- 비밀지령 (1968년)
- 카운터포인트 (1968년)
- 게리슨 유격대 (1967년)
- 토브럭 (1967년)
- 제5전선 (1966년)
- FBI (1965년)
- 여기숙사의 늑대인간 (1961년)